# Myosorex kihaulei
Myosorex kihaulei — вид ссавців з родини мідицевих (Soricidae).

## Поширення
Myosorex kilhaulei знаходиться в горах Удзунгве Танзанії. Цей вид зустрічається на висотах 1500—2000 м над рівнем моря. Цей вид зустрічається в первинному гірському лісі. Один зразок був записаний з чайною плантації.

## Загрози та охорона
Цей вид знаходиться під загрозою збезлісення, через вирубку й перетворення земель сільськогосподарського призначення. Цей вид присутній в англ. Udzungwa Scarp Forest Reserve.